# لوئیسا مارتن
 لوئیسا مارتن (انگلیسی: Louisa Martin؛ زاده ۳ سپتامبر ۱۸۶۵ درگذشته ۲۴ اکتبر ۱۹۴۱) یک تنیس‌باز اهل بریتانیا بود. 